# Юзвик, Ян
Ян Юзвик (пол. Jan Józwik, 16 марта 1952 года, Любошевы, гмина Любохня — 8 декабря 2021 года, Закопане) — польский конькобежец, участник Зимних Олимпийских игр 1980 года.

## Биография

### Образование
В 1971 году закончил Механический техникум им. Тадеуша Костюшко в Томашове-Мазовецком, а в 1980 году Академию Физического воспитания в Кракове.

### Спортивная карьера
Спортивную карьеру начинал в клубе Пилица (Томашув-Мазовецкий). В 1968—1972 годах тренировался у Богуслава Дроздовского. Специализировался на спринтерских дистанциях — забегах на 500 м и 1000 м.
Принял участие в Зимних Олимпийских играх 1980 года в Лейк-Плэсид, на которых занял 9-е место на 500 м и 13-е на 100 м.
Восемь раз участвовал в чемпионатах мира, занимая следующие места:
- 1975 — 27,
- 1977 — 20,
- 1978 — 8,
- 1979 — 9,
- 1980 — 27,
- 1981 — 14,
- 1982 — 14,
- 1983 — не прошёл квалификацию.

Десятикратный чемпион Польши на следующих дистанциях:
- 500 м — 1976, 1978, 1979, 1980, 1981 и 1983
- 1000 м — 1978,1979 и 1980
- 1500 м — 1981

Дважды (в 1975 и 1983) становился вице-чемпионом Польши в спринтерском многоборье. 18 раз улучшал национальные рекорды, среди них рекорд в забеге на 500 м с результатом 37,50 с, который продержался 17 лет. Наибольшие успехи завоевал выступая за спортивный клуб SN PTT (Закопане).

### Смерть
Скончался 8 декабря 2021 года во время пандемии COVID-19 в Польше, от последствий заражения вирусом SARS-CoV-2.